# Стюарт, Чарльз, 3-й герцог Ричмонд
Чарльз Стюарт (7 марта 1639 — 12 декабря 1672) — 1-й граф Лихфилд и 1-й барон Стюарт из Ньюбери с 1645 года, 3-й герцог Ричмонд, 6-й граф и 6-й герцог Леннокс, 4-й граф Марч, 4-й барон Стюарт из Лейтон Бромсволт и 4-й лорд Клифтон из Лейтон Бромсволт с 1660 года, 11-й сеньор д’Обиньи с 1668 года.

## Биография
Единственный сын Джорджа Стюарта (17 июля 1618 — 23 октября 1642), 9-го сеньора д’Обиньи (1632—1642), и Кэтрин Говард (ум. 1650), дочери Теофилия Говарда, 2-го графа Саффолка, и Элизабет Хоум. Внук Эсме Стюарта, 3-го герцога Леннокса.
10 декабря 1645 года Чарльз Стюарт получил от английского короля Карла I Стюарта титулы графа Лихфилда и барона Стюарта из Ньюбери (графство Беркшир) в честь своего дяди, лорда Бернарда Стюарта (1623—1645), погибшего в битве при Роутон-Хите в сентябре 1645 года.
В январе 1658 года Чарльз Стюарт отправился в изгнание во Францию, где обосновался у своего дяди Людовика Стюарта (1619—1665), сеньора д’Обиньи. В следующем 1659 года английский государственный совет выдал ордер на арест Чарльза Стюарта и конфискацию его имущества.
Чарльз Стюарт вернулся в Англию вместе с королём Карлом II Стюартом. 10 августа 1660 года после смерти своего кузена Эсме Стюарта 2-город герцога Ричмонда (1649—1660) Чарльз Стюарт унаследовал титулы 3-го герцога Ричмонда и 6-го герцога Леннокса. В том же году он стал наследственным великим камергером Шотландии, великим адмиралом Шотландии и лордом-лейтенантом Дорсета. 15 апреля 1661 года был награждён Орденом Подвязки.
После смерти своего дяди Людовика Стюарта Чарльз Стюарт, получив разрешение от французского короля Людовика XIV, 11 мая 1670 года стал 12-м сеньором д’Обиньи. В июле 1667 года после смерти своей двоюродной сестры Мэри Батлер, графини Аррана, Чарльз Стюарт унаследовал титул барона Клифтона. 4 мая 1668 года он стал лордом-лейтенантом и вице-адмиралом Кента.
В 1671 году Чарльз Стюарт был отправлен в качестве посла к королю Дании, чтобы убедить Данию присоединиться к Англии и Франции в готовящейся войне с Голландией. 33-летний Чарльз Стюарт утонул в Хельсингере (Дания). 20 сентября 1673 года он был похоронен в Вестминстерском аббатстве. Почти все его титулы вернулись к английской короне. Его сестра леди Кэтрин О’Брайен (ок. 1640—1702) унаследовала титул баронессы Клифтон.
Титулы герцога Ричмонда, герцога Леннокса и графа Марча были восстановлены в 1675 году Карлом II Стюартом для своего незаконнорождённого сына Чарльза Леннокса, 1-го герцога Ричмонда и Леннокса.

## Браки
В 1659 году Чарльз Стюарт женился первым браком на Элизабет Роджерс (ок. 1644 — 21 апреля 1661), вдове Чарльза Кавендиша, виконта Мэнсфилда, старшей дочери Ричарда Роджерса из Брайянстоуна и Энн Чик. Она умерла при родах. Их единственная дочь умерла в 1662 году.
31 марта 1662 года вторично женился на Маргарет Банастер (Банистер) (1652—1667), дочери Лоренса Банастера и вдове Уильяма Льюиса.
В марте 1667 года в третий раз женился на Фрэнсис Терезе Стюарт (1647 — 15 октября 1702), внучке Уолтера Стюарта, 1-го лорда Блантайра. Фрэнсис Стюарт была одной из фавориток английского короля Карла II Стюарта.